# Vranička vrkuta
Vranička vrkuta (Vranički virak; Alchemilla vranicensis) je biljni endem iz porodice ružovki s planine Vranice u Bosni i Hercegovini, po kojoj je dobio naziv vranički virak ili vranička vrkuta. 

## Vanjske poveznice
- Alchemilla vranicensis na catalogueoflife.org